# Parexarnis obumbrata
Parexarnis obumbrata là một loài bướm đêm trong họ Noctuidae.